# Ciclocarbono
Um ciclo [n] carbono é um composto químico que consiste unicamente em um número n de átomos de carbono ligados em um anel por ligações duplas covalentes (um cumulênio cíclico). Como o composto é composto apenas por átomos de carbono, é considerado um alótropo exótico de carbono. Se n é mesmo existe uma estrutura alternativa onde as ligações alternam entre ligações simples e triplas (um poliacetileno cíclico).

## Ciclo [6] carbono
O (hipotético) membro de seis carbonos desta família (C6) também é chamado benzotriina. Houve tentativas frustradas de sintetizá-lo.

## Ciclo [18] carbono
O menor carbono ciclo [n] previsto para ser termodinamicamente estável é o C18, com uma energia de deformação calculada de 72 quilocalorias por mole. Uma equipe da IBM / Oxford reivindicou sintetizar suas moléculas no estado sólido em 2019:

De acordo com esses pesquisadores da IBM, o ciclocarbono sintetizado tem ligações triplas e simples alternadas, em vez de ser feito inteiramente de ligações duplas. Isto supostamente faz desta molécula um semicondutor.